# Aeroportul Al Bateen Executive
Aeroportul Al Bateen Executive (IATA: AZI, ICAO: OMAD) este un aeroport din Emiratele Arabe Unite ce deservește zona Abu Dhabi. A fost deschis în 1969.
Situat la o altitudine de 4 m, aeroportul dispune de 1 pistă. Este operat de Abu Dhabi Airports⁠(d).

## Infrastructură

### Piste
Aeroportul dispune de o singură pistă. Pista are orientarea 13/31. 